# Guanahaní

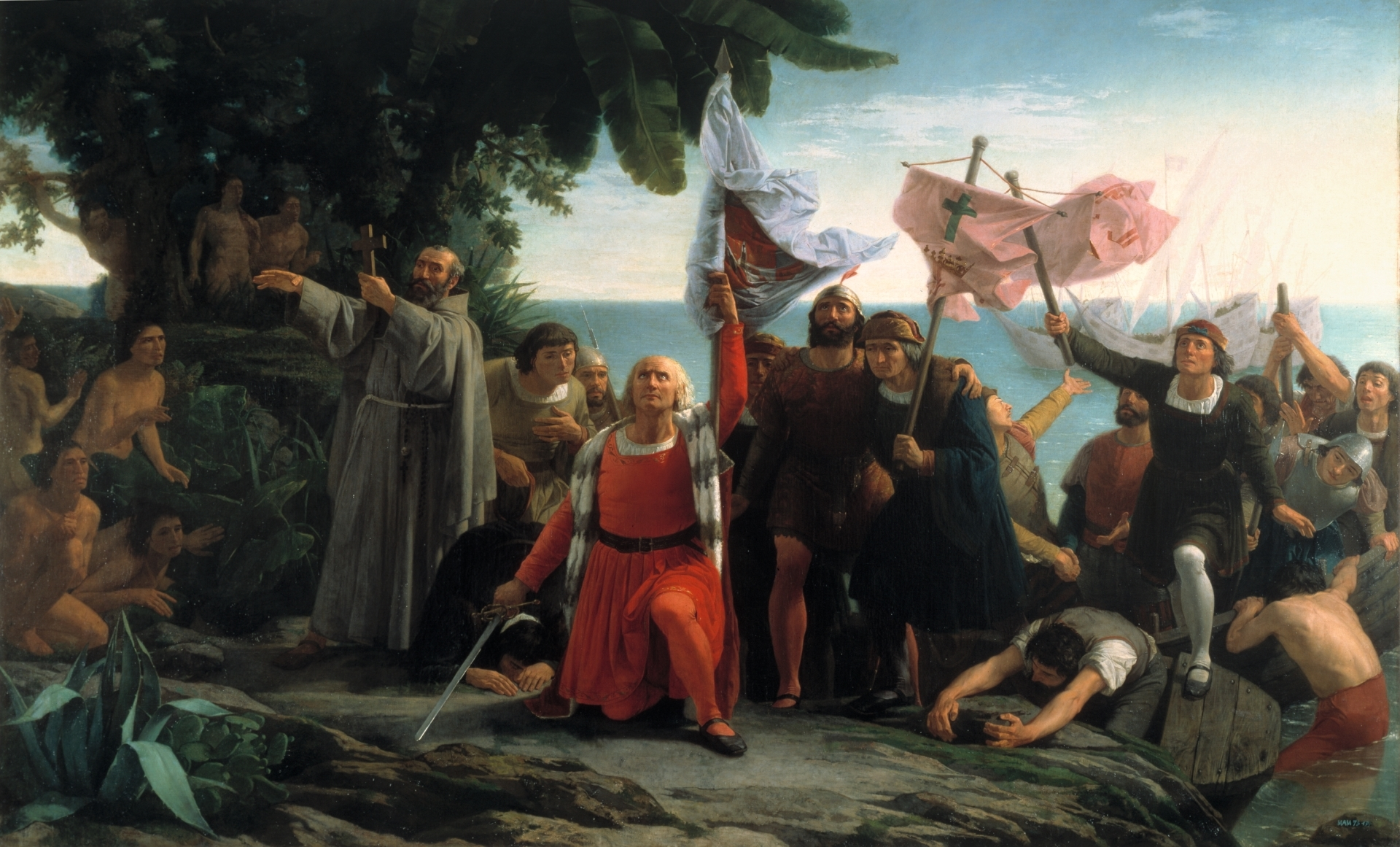
Columbus landt op Guanahaní

Guanahaní is de Taíno-naam voor het eiland dat Christoffel Columbus San Salvador noemde. Het was het eerste eiland waar Columbus voet aan wal zette, en wel op 12 oktober 1492.
Over welk eiland Guanahaní precies is zijn historici het nog altijd niet eens. Het is in ieder geval een van de Bahama's, of misschien een van de Turks- en Caicoseilanden. Lange tijd werd aangenomen dat Cat Island, een van de Bahama's, Guanahaní was. Sinds de Spaanse historicus Martín Fernández de Navarrete in 1790 echter de door Bartolomé de Las Casas geschreven samenvatting van Columbus' logboek ontdekte (daarvoor had men alleen oude kaarten als bron), vindt de theorie van Cat nauwelijks nog steun. Navarrete zelf stelde Grand Turk voor, maar deze theorie heeft maar weinig aanhang gekregen. Tegen het eind van de 19e eeuw genoot Watling Island het meeste aanhang, met Samuel Morison en James Murdock als prominentste verdedigers. In 1925 ging de regering van de Bahama's zelfs over Watlings te hernoemen tot San Salvador Island. In 1986 werd na een grootschalig onderzoek van National Geographic echter bepaald dat Samana Cay Guanahaní geweest moet zijn. Sindsdien vindt de theorie van Watlings nauwelijks nog aanhang (alhoewel het eiland nog steeds officieel San Salvador heet). De meeste historici houden het tegenwoordig op Samana Cay, hoewel ook Plana Cays nog enige aanhang heeft.
De volgende eilanden zijn voorgesteld als Guanahaní:
| Eiland             | Eerst voorgesteld door        | In       | Andere aanhangers                                         |
| ------------------ | ----------------------------- | -------- | --------------------------------------------------------- |
| Cat Island         |                               | 17e eeuw | Alexander MacKenzie, Washington Irving                    |
| Conception Island  | R.T. Gould                    | 1943     |                                                           |
| East Caicos Island | Pieter Verhoog                | 1947     | Edward Link                                               |
| Egg Island         | Arne Molander                 | 1981     |                                                           |
| Grand Turk         | Martín Fernández de Navarrete | 1824     | Robert Power                                              |
| Lignum Vitae Cay   | John Winslow                  | 1989     |                                                           |
| Mayaguana          | Francisco Varnhagen           | 1864     |                                                           |
| Plana Cays         | Ramon Juan Didiez Burgos      | 1974     | Keith Pickering                                           |
| Samana Cay         | Gustavus Fox                  | 1882     | National Geographic                                       |
| Watling Island     | Juan Bautista Muñoz           | 1793     | A.B. Becher, Samuel Morison, James Murdock, Oskar Peschel |